# Premiul Oscar pentru cea mai bună poveste originală
Premiul Oscar pentru cea mai bună poveste originală (engleză: Academy Award for Best Story) - a fost un premiu acordat pentru cea mai bună poveste originală în perioada 1928-1956. A fost eliminat pentru a se acorda Premiul Oscar pentru cel mai bun scenariu original, categorie care a fost introdusă în 1940.

## Anii 1920

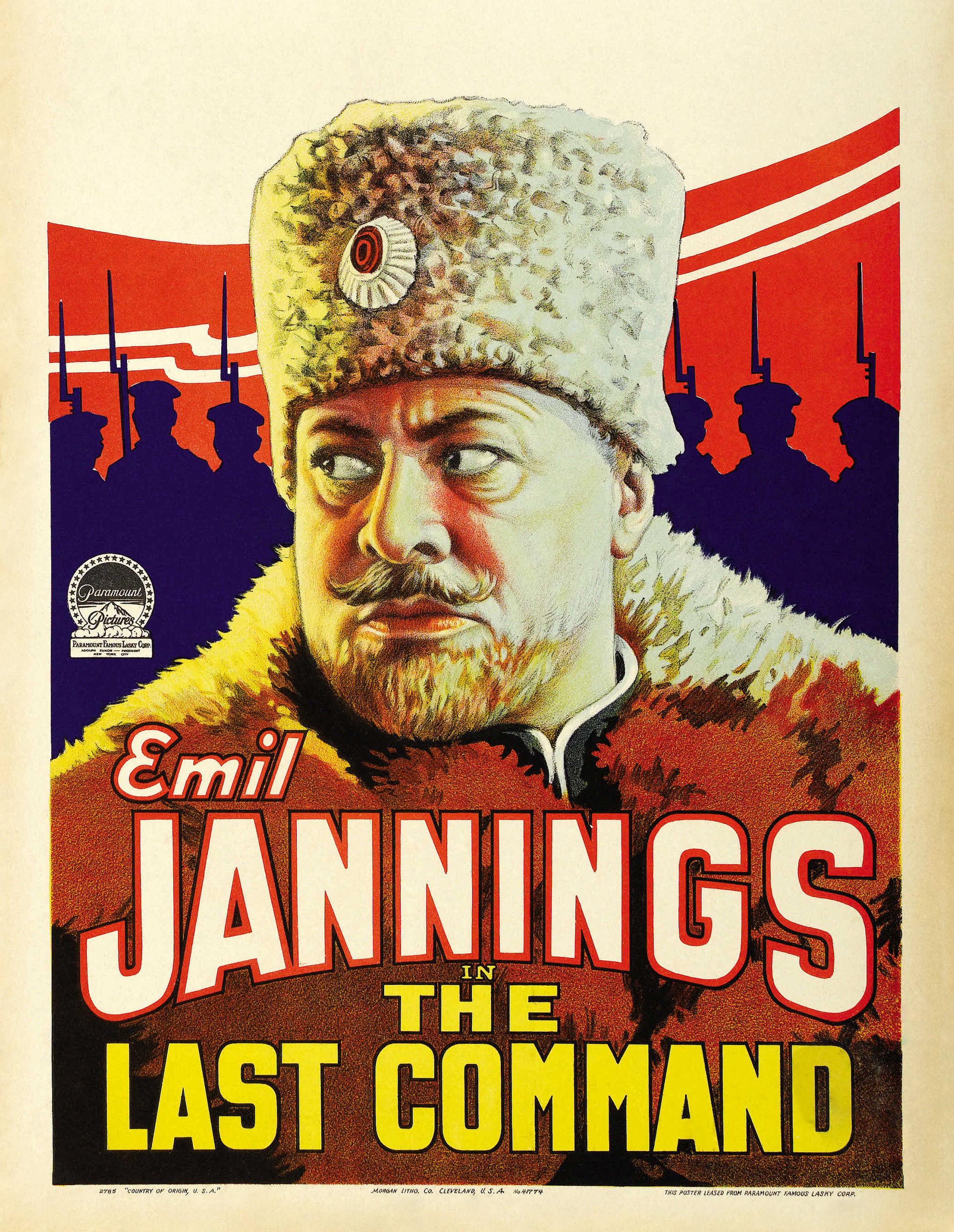
Poster The Last Command, film din 1928 nominalizat la Premiul Oscar pentru cea mai bună poveste originală

- 1927/1928: Declasații - Ben Hecht
  - The Last Command - Lajos Bíró
- 1928/1929: Nu s-a acordat

## Anii 1930
- 1929/1930: Nu s-a acordat
- 1930/1931: The Dawn Patrol - John Monk Saunders
  - Doorway to Hell - Rowland Brown
  - Laughter - Harry D'Arrast, Douglas Doty, Donald Stewart
  - The Public Enemy - John Bright, Kubec Glasmon
  - Smart Money - Lucien Hubbard, Joseph Jackson
- 1931/1932: The Champ - Frances Marion
  - Lady and Gent - Grover Jones, William Slavens McNutt
  - The Star Witness - Lucien Hubbard
  - What Price Hollywood? - Adela Rogers St. Johns, Jane Murfin
- 1932/1933: One Way Passage - Robert Lord
  - The Prizefighter and the Lady - Frances Marion
  - Rasputin and the Empress - Charles MacArthur
- 1934: Manhattan Melodrama - Arthur Caesar
  - Hide-Out - Mauri Grashin
  - The Richest Girl in the World - Norman Krasna
- 1935: The Scoundrel - Ben Hecht, Charles MacArthur
  - Broadway Melody of 1936 - Moss Hart
  - The Gay Deception - Stephen Morehouse Avery, Don Hartman
  - Write in Candidate: G Men - Gregory Rogers (pseudonim al lui Darryl F. Zanuck)
- 1936: The Story of Louis Pasteur - Pierre Collings, Sheridan Gibney
  - Fury - Norman Krasna
  - Marele Ziegfeld - William McGuire
  - San Francisco - Robert Hopkins
  - Three Smart Girls - Adele Comandini
- 1937: A Star Is Born - Robert Carson, William Wellman A Star Is Born,  câștigător în 1937 al Premiului Oscar pentru cea mai bună poveste originală
  - Black Legion - Robert Lord
  - In Old Chicago - Niven Busch
  - Viața lui Émile Zola - Heinz Herald, Geza Herczeg
  - One Hundred Men and a Girl - Hans Kraly
- 1938: Boys Town - Eleanore Griffin, Dore Schary
  - Alexander's Ragtime Band - Irving Berlin
  - Angels with Dirty Faces - Rowland Brown
  - Blockade - John Howard Lawson
  - Mad About Music - Marcella Burke, Frederick Kohner
  - Test Pilot - Frank Wead
- 1939: Domnul Smith merge la Washington - Lewis R. Foster
  - Copilașul domnișoarei - Felix Jackson
  - Love Affair - Mildred Cram, Leo McCarey
  - Ninotchka - Melchior Lengyel
  - Young Mr. Lincoln - Lamar Trotti

## Anii 1940
- 1940: Arise, My Love - Benjamin Glazer, John Toldy
  - Comrade X - Walter Reisch
  - Edison, the Man - Hugo Butler, Dore Schary
  - My Favorite Wife - Leo McCarey, Samuel Spewack and Bella Spewack
  - The Westerner - Stuart N. Lake
- 1941: Here Comes Mr. Jordan - Harry Segall
  - Ball of Fire - Thomas Monroe, Billy Wilder
  - The Lady Eve - Monckton Hoffe
  - Vi-l prezint pe John Doe - Richard Connell, Robert Presnell
  - Night Train to Munich - Gordon Wellesley
- 1942: 49th Parallel (The Invaders) - Emeric Pressburger
  - Holiday Inn - Irving Berlin
  - The Pride of the Yankees - Paul Gallico
  - The Talk of the Town - Sidney Harmon
  - Yankee Doodle Dandy - Robert Buckner
- 1943: The Human Comedy - William Saroyan
  - Action in the North Atlantic - Guy Gilpatric
  - Destination Tokyo - Steve Fisher
  - The More the Merrier - Frank Ross, Robert Russell
  - Îndoiala - Gordon McDonell
- 1944: Pe drumul meu - Leo McCarey
  - A Guy Named Joe - David Boehm, Chandler Sprague
  - Lifeboat - John Steinbeck
  - None Shall Escape - Alfred Neumann, Joseph Than
  - The Sullivans - Edward Doherty, Jules Schermer
- 1945: The House on 92nd St. - Charles G. Booth
  - The Affairs of Susan - Laszlo Gorog, Thomas Monroe
  - A Medal for Benny - John Steinbeck, Jack Wagner
  - Objective, Burma! - Alvah Bessie
  - A Song to Remember - Ernst Marischka
- 1946: Vacation from Marriage - Clemence Dane
  - Dublă enigmă - Vladimir Solomonovich Pozner
  - The Strange Love of Martha Ivers - Jack Patrick
  - The Stranger - Victor Trivas
  - To Each His Own - Charles Brackett
- 1947: Miracolul din Strada 34  - Valentine Davies
  - A Cage of Nightingales (franceză: La Cage aux rossignols) - Georges Chaperot, René Wheeler
  - It Happened on Fifth Avenue - Herbert Clyde Lewis, Frederick Stephani
  - Kiss of Death - Eleazar Lipsky
  - Smash-Up, the Story of a Woman - Frank Cavett, Dorothy Parker
- 1948: The Search - Richard Schweizer, David Wechsler
  - Louisiana Story - Robert J. Flaherty, Frances H. Flaherty
  - The Naked City - Malvin Wald
  - Red River - Borden Chase
  - The Red Shoes - Emeric Pressburger
- 1949: The Stratton Story - Douglas Morrow
  - Come to the Stable - Clare Boothe Luce
  - It Happens Every Spring - Valentine Davies, Shirley Smith
  - Sands of Iwo Jima - Harry Brown
  - Granița Californiei - Virginia Kellogg

## Anii 1950
- 1950: Panic in the Streets - Edna Anhalt, Edward Anhalt
  - Bitter Rice - Giuseppe De Santis, Carlo Lizzani
  - The Gunfighter - William Bowers, André de Toth
  - Mystery Street - Leonard Spigelgass
  - When Willie Comes Marching Home - Sy Gomberg
- 1951: Seven Days to Noon - James Bernard, Paul Dehn[1]
  - Bullfighter and the Lady - Budd Boetticher, Ray Nazarro
  - The Frogmen - Oscar Millard
  - Here Comes the Groom - Liam O'Brien, Robert Riskin
  - Teresa - Alfred Hayes,  Stewart Stern
- 1952: Cel mai mare spectacol - Frank Cavett, Fredric M. Frank, Theodore St. John
  - My Son John - Leo McCarey
  - The Narrow Margin - Martin Goldsmith, Jack Leonard
  - The Pride of St. Louis - Guy Trosper
  - The Sniper - Edward Anhalt, Edna Anhalt
- 1953: Roman Holiday - Dalton Trumbo (Notă: Autorul povestirii originale a fost menționat ca fiind Ian McLellan Hunter și premiul Oscar a fost acordat pe acest nume, dar a fost doar o „acoperire” pentru realul Trumbo (pseudonim). La 15 dec. 1992, Consiliul superior a votat ca premiul să fie acordat retrospectiv lui Trumbo, iar numele lui Hunter a fost înlăturat. Deși  Trumbo a decedat cu câțiva ani în urmă, el era în viață în 1954, astfel încât premiul nu este considerat ca fiind acordat postum. 
  - Above and Beyond - Beirne Lay, Jr.
  - The Captain's Paradise - Alec Coppel
  - Hondo - Louis L'Amour (Notă: Inițial anunțat la 15 februarie 1954 ca o nominalizare în această categorie. La 17 februarie 1954, scrisori din partea producătorului și a  nominalizatului au pus la îndoială includerea sa în categorie, scenariul bazându-se pe povestirea "The Gift of Cochise", "Darul lui Cochise", scrisă de nominalizatul dl. L'Amour, publicată în revista Collier la 5 iulie 1952. Prin derogare, titlul povestirii nu a fost inclus în genericul filmului. Nominalizarea a fost retrasă și doar patru nominalizări au fost incluse pe buletinul final de vot. Academia a mulțumit domnului L'Amour și, în ciuda acestui incident, i-a fost oferit un titlu de membru al Academiei.)
  - Little Fugitive - Ray Ashley, Morris Engel, Ruth Orkin
- 1954: Broken Lance - Philip Yordan
  - Bread, Love and Dreams (italiană: Pane, amore e fantasia) - Ettore Margadonna
  - Jocuri interzise (franceză: Jeux interdits) - François Boyer
  - Night People - Jed Harris, (Tom Reed)
  - There's No Business Like Show Business - Lamar Trotti (posthumous nomination)
- 1955: Love Me or Leave Me - Daniel Fuchs
  - The Private War of Major Benson - Joe Connelly, Bob Mosher
  - Rebel fără cauză - Nicholas Ray
  - The Sheep Has Five Legs (franceză: Le Mouton à cinq pattes) - Jean Marsan, Henri Troyat, Jacques Perret, Henri Verneuil, Raoul Ploquin
  - Strategic Air Command - Beirne Lay, Jr.
- 1956: The Brave One - Robert Rich (aka Dalton Trumbo) (Notă: Numele scriitorului menționat cu autor, Robert Rich, s-a dovedit a fi un pseudonim al lui Trumbo, care era pe lista neagră în acel moment, la 2 mai 1975, apoi președinte Academiei Walter Mirisch a prezentat Premiul ca fiind oferit pentru Trumbo.) 
  - The Eddy Duchin Story - Leo Katcher
  - High Society - Edward Bernds, Elwood Ullman (Notă: Autorii acestui film Bowery Boys și-au retras cu respect propria nominalizare.  Ei au fost conștienți de faptul că alegătorii au confundat probabil filmul lor din  1956 omonim cu Bing Crosby, Grace Kelly și Frank Sinatra, care s-a bazat pe   Philadelphia Story. Această nominalizare nu a fost inclusă pe buletinul de vot final.)
  - The Proud and the Beautiful (franceză: Les Orgueilleux) - Jean-Paul Sartre
  - Umberto D. - Cesare Zavattini